# Волицька сільська рада (Троянівський район)
Волицька сільська рада — колишня адміністративно-територіальна одиниця та орган місцевого самоврядування в Троянівському районі Волинської округи, Київської та Житомирської областей УРСР з адміністративним центром у селі Волиця.

## Населені пункти
Сільській раді на момент ліквідації були підпорядковані населені пункти:
- с. Волиця
- с. Ворошилівка

## Історія та адміністративний устрій
Створена 28 вересня 1925 року, відповідно до наказу Волинського ОВК № 23 «Про зміни в адміністративно-територіальному поділі Волинської округи», в с. Волиця Сінгурівської сільської ради Троянівського району Волинської округи. З 1927 року на обліку в раді перебуває новостворений населений пункт — хутір 10-річчя Жовтня (згодом — Ворошилівка, Ворошилове).
Станом на 1 вересня 1946 року сільрада входила до складу Троянівського району Житомирської області, на обліку в раді перебували с. Волиця та х. Ворошилове.
Ліквідована 11 серпня 1954 року, відповідно до указу Президії Верховної ради УРСР «Про укрупнення сільських рад по Житомирській області»; територію та населені пункти включено до складу Двірецької сільської ради Троянівського району Житомирської області.